# Jarinko Chie
Jarinko Chie (じゃりン子チエ?) es una serie de manga japonesa escrita e ilustrada por Etsumi Haruki. Fue publicada por Futabasha en Manga Action entre 1978 y 1997 y recopilada en 67 volúmenes encuadernados, lo que la convierte en el 45º manga más largo publicado. Jarinko Chie recibió en 1981 el Premio Shogakukan de manga general.
Jarinko Chie fue adaptada dos veces, la primera como película de anime producida por Tokyo Movie Shinsha y Toho y dirigida por Isao Takahata, que se estrenó en Japón el 11 de abril de 1981. Le siguió una serie de televisión anime de 64 episodios, también producida por Tokyo Movie Shinsha y dirigida por Takahata, que se emitió en Japón entre el 3 de octubre de 1981 y el 25 de marzo de 1983. Una secuela de la serie de televisión de anime llamada Chie-chan Funsenki Jarinko Chie con 39 episodios siguió del 19 de octubre de 1991 al 22 de septiembre de 1992.

## Juegos de vídeo
Ninguno de los videojuegos se lanzado para esta franquicia, se publicaron fuera de Japón.
| Título                                                           | Sistema     | Fecha de lanzamiento    | Editor |
| ---------------------------------------------------------------- | ----------- | ----------------------- | ------ |
| Jarinko Chie: Bakudan Musume no Shiawase Sagashi                 | Famicom     | 15 de julio de 1988     | konami |
| Simple Characters 2000 Series Vol. 04: The Hanafuda Jarinko Chie | PlayStation | 29 de noviembre de 2001 | Bandai |